# Alopecosa spinata
Alopecosa spinata este o specie de păianjeni din genul Alopecosa, familia Lycosidae, descrisă de Yu și Song, 1988. Conform Catalogue of Life specia Alopecosa spinata nu are subspecii cunoscute.